# Santarcangelo Calcio 1926
O Santarcangelo Calcio é um clube de futebol italiano, com sede na cidade de Santarcangelo.
Milita na Lega Pro, o terceiro nivel do campeonato italiano de futebol. É  a primeira equipe italiana sustentada diretamente por uma sociedade anonima popular composta por torcedores do clube.